# 黃宗庠
黃宗庠（1599年—1654年），字我周，號儀庭，山東萊州府膠州即墨縣人，明末政治人物。兵部尚書黃嘉善第三子。

## 生平
崇禎九年（1636年）丙子科中式山東鄉試第五十四名舉人，崇禎十六年（1643年）癸未科會試禮記房，中式第390名，殿試三甲149名，吏部觀政。生于万历二十七年己亥闰四月二十三日丑时，卒于顺治十一年甲午四月十三日未时，享年五十有六。元配孫孺人生于万历二十七年己亥二月初三日丑时，卒于顺治九年壬辰二月二十三日申时，享年五十有四。

## 家族
曾祖黃正（贈光祿大夫太子太保兵部尚書）；祖黃作聖（贈光祿大夫太子太保兵部尚書）；父黃嘉善（光祿大夫柱國少保兵部尚書贈太保）。嫡母江氏；生母管氏，封孺人。長兄黄宗宪，字我度；次兄黄宗瑗，字我玉；弟黄宗臣，字我臣，崇祯十二年己卯舉人；弟黄宗載。從兄黃宗昌，天啓進士。
子黄埙。